# 命日
命日（めいにち）は、ある人が死亡した日のこと。忌日（きにち）ともいう。
対義語は誕生日。
死亡した年月日を歿（没）年月日（ぼつねんがっぴ）という。

## 概要
ある人が死亡して後、一年に1日のみ、死亡した月日と全く同じ月日が巡ってくるが、その日のことである。
単に命日とだけ表現しても上述の意味ではあるが、より万全を期す語として特に祥月命日（しょうつきめいにち）と呼ばれることが多い。祥月命日とは前述どおり「死亡した月日と全く同じ月日」の命日のことである。ただし、死亡して満一年後の命日に限っては一周忌もしくは一回忌と呼ぶことが一般的である。
なお、祥月とは本来「ある人が死亡した月と同じ月」のことを示す語だが、単に祥月命日の略語として用いられる場合がある。祥月以外における、日だけが同じ命日（祥月を除外して一年に11度）は、特に月命日（つきめいにち）という。

## 日本の仏教
日本の仏教では、年12回の月命日に故人の供養を行い、一定の年数の命日には年忌法要（法事）が営まれる。
仏教に深く帰依したとされる光明皇后は、月命日ごとに法要が行われている。

## 弔い上げ
三十三回忌をもって「弔い上げ」（年忌法要の打ち切り）とするのが一般的であるが、宗派や地方によってはまれに五十回忌をもって「弔い上げ」とする。また宗派の開祖や高僧、歴史上の有名人物などは五十回忌以降も50年毎に法要を行う例もある。